# Acacia pulchella
Acacia pulchella es un arbusto de la familia Fabaceae. Es endémico de Australia Occidental, siendo uno de los más comunes arbustos del bosque en Perth y en los Montes Darling.

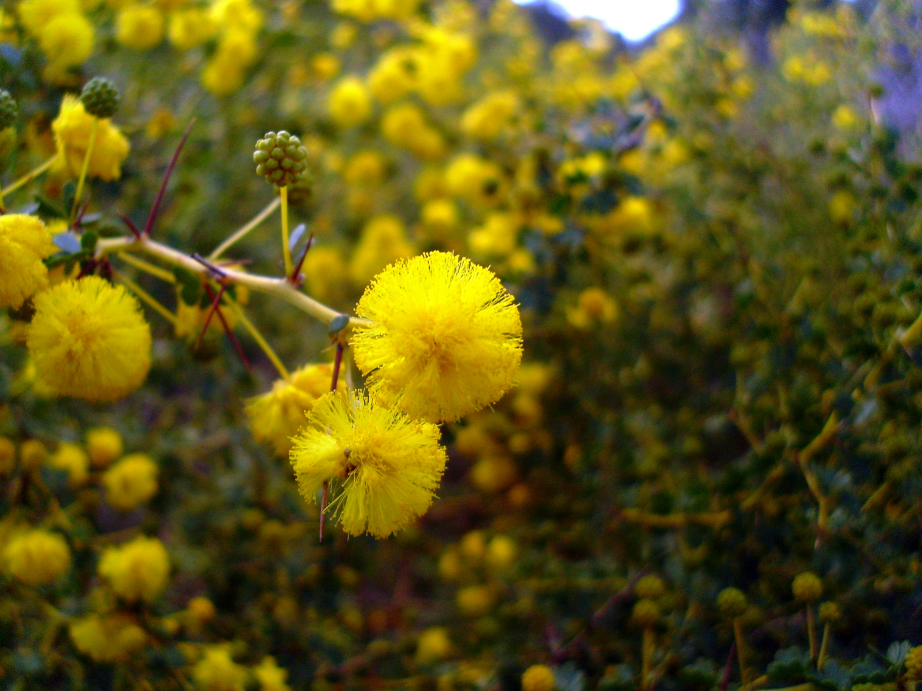
Flores.

## Descripción
Este arbusto mide entre 0,3 i 3 m de alto. Es una de las pocas especies del género Acacia que posee hojas verdaderas, en vez de peciolos. Posee hojas bipinnadas. En la base de cada hoja existen dos espinas. Los brotes de las flores son de amarillo brillante y esféricos, con un diámetro de 1 cm. Florece a finales del invierno y comienzos de la primavera.
Estudios recientes sugieren que la A. pulchella podría, en algunas circunstancias, suprimir el agente patogénico vegetal Phytophthora cinnamomi.

## Hábitat
Vive en suelos arenosos, en loam argiloso encima de laterita. Zonas de baja altitud, pantanos, cerca de cursos de agua.

## Usos
Este arbusto espinoso es útil como una barrera para inhibir los animales y el acceso humano a ciertas áreas.

## Taxonomía
Acacia pulchella fue descrita por Robert Brown y publicado en Hortus Kewensis; or, a Catalogue of the Plants Cultivated in the Royal Botanic Garden at Kew. London (2nd ed.) 5: 464. 1813.
Etimología
Ver: Acacia: Etimología
pulchella: epíteto latino que significa "preciosa".
Variedades
Existen 4 variedades reconocidas:
- A. p. var. glaberrima
- A. p. var. goadbyi
- A. p. var. pulchella
- A. p. var. reflexa

Sinonimia:
- Acacia pulchella f. typica (R. Br.) E. Pritz.
- Mimosa pulchella (R.Br.) Poir.
- Racosperma pulchellum (R.Br.) Pedley[6]